# Trujillo (Peru)
Trujillo é uma cidade do Peru, capital do departamento La Libertad e da província de Trujillo. Tem 823 110 habitantes, sendo a terceira cidade mais populosa do país e a mais populosa do norte peruano. Trujillo possui uma longa história. Nela estão localizados monumentos das culturas chimu e mochica, principalmente. Entre estes destaca a maior cidade de barro do mundo: Chan Chan e Huacas del Sol y de la Luna. A cidade é a segunda área metropolitana mais populosa do Peru.
A nível industrial, é reconhecido como um centro de produção de couro e calçados, bem como um importante polo agroindustrial. A cidade caracterizou-se tradicionalmente pela sua variada atividade comercial a nível regional e nacional, sendo um ponto de passagem obrigatório para o Litoral Norte e com províncias que ligam a Ancash e Cajamarca, uma importância que foi reconhecida desde os tempos coloniais.
A cidade de Trujillo metropolitano tem seu aeroporto internacional que conta com um Terminal "terrapuerto" rodoviário, mas cada empresa prefere usar sua própria rodoviária por motivos políticos.
Entre as personagens mais importantes que nasceram ou passaram deixando alguma contribuição inteletual ou material na historia da cidade destaca-se: César Vallejo, Antenor Orrego, Víctor Raúl Haya de la Torre, Simón Bolivar entre outros.

## Elementos de identidade

### Capital da Cultura
Trujillo é considerada a "Capital da Cultura do Peru", porque nesta cidade foram formados grandes pensadores e escritores como César Vallejo e Víctor Raúl Haya de la Torre, e também porque a cidade tem tradições importantes como marinera dança, cavalos Paso peruano, caballitos de totora, gastronomia, etc; Nesta cidade era formar o agrupamento cultural chamado "Grupo do Norte", que tem atualmente em Eduardo González Viaña e Gerardo Chávez como sucessores. A cidade também é considerada a capital cultural, pois apresenta importantes festivais no país como Marinera Festival, Primavera Festival, Paso Cavalo e competições, Caballito de Totora, entre outros.

### símbolos
- Escudo
- Bandeira
- Hino

## História

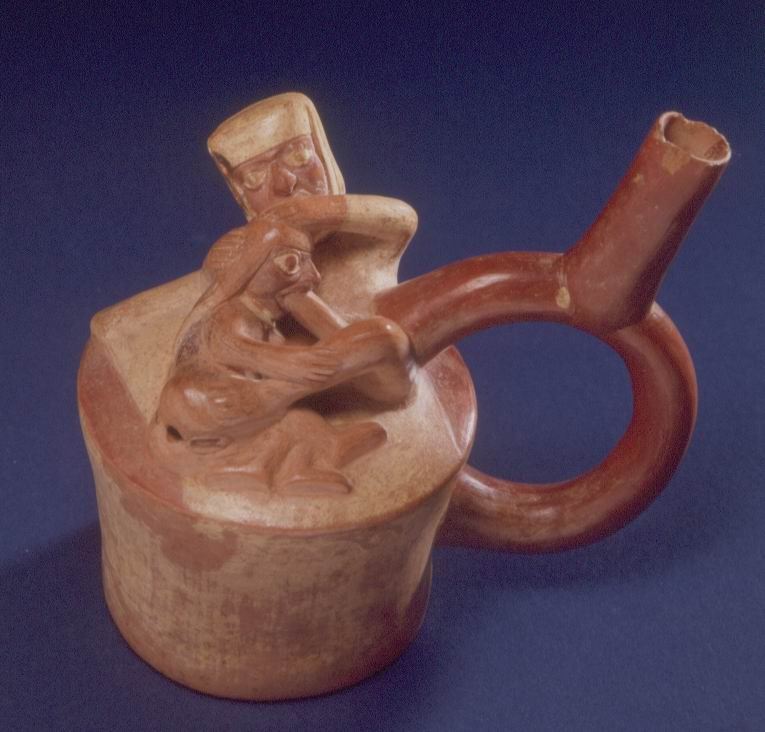
Arte Mochica Moche, uma cena de sexo oral, uma Felação

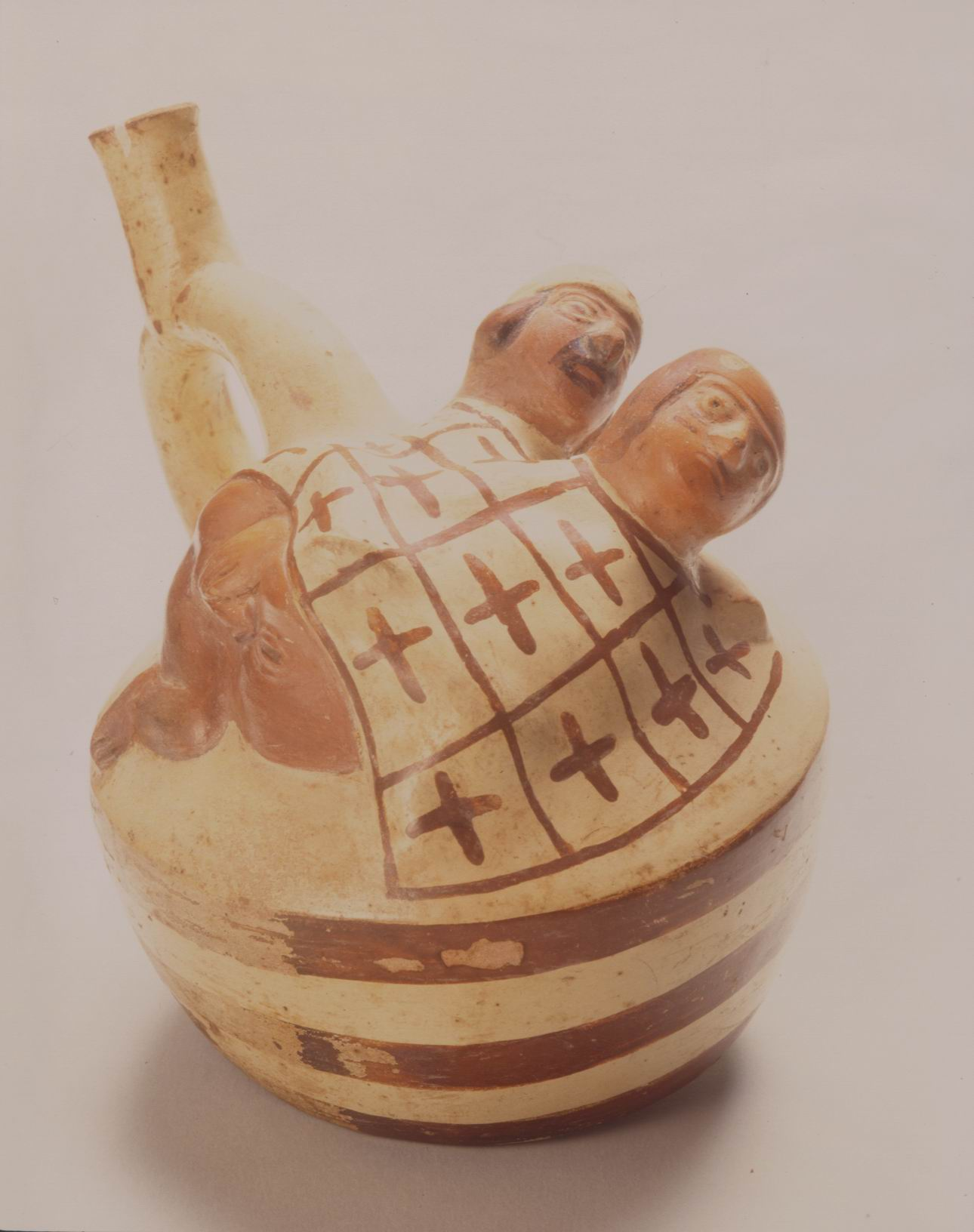
Arte Mochica Moche, uma cena de sexo anal

### Era pré-colombiana

#### Civilização Moche
A Civilização Moche (ou cultura Mochica, cultura Chimu Precoce, ou Pré-Chimu ou Proto-Chimu) floresceu no norte do Peru entre 100 a. C. e o ano 800, e ao que se sabe, não chegou a constituir um estado ou um império nem a desenvolver qualquer unidade política entre os centros populacionais que abrangia, apesar da grande região e do longo período de sua incidência. Mas a unidade cultural é bem comprovada a partir da iconografia comum expressa na cerâmica pintada e ourivesaria, que demonstra um compartilhamento de usos e costumes, religião, arquitetura e outros aspectos que fazem supor uma unidade lingüística.
Trata-se, pois, da cultura pré-colombiana típica da região dos vales do norte do Peru ocorrida entre os anos 300 a.C. e 1000 na qual, o aumento da complexidade na elaboração da cerâmica e na produção de peças de metais, notadamente ourivesaria, mais a evolução arquitetônica dos sítios urbanos, com introdução de novas técnicas construtivas, permite dividi-la em cinco períodos.

### Período colonial

#### Fundação
Trujillo foi uma das primeiras cidades fundadas pelos conquistadores espanhóis na América. Em 6 de dezembro de 1534, Diego de Almagro preferiu fundar a cidade,  em homenagem à cidade natal de Francisco Pizarro, Trujillo, na Extremadura.

### Independência
Trujillo foi a primeira cidade no Peru, que alcançou a independência do governo espanhol. Em Trujillo, a independência foi proclamada em 29 de dezembro de 1820 pelo Marquês de Torre Tagle.

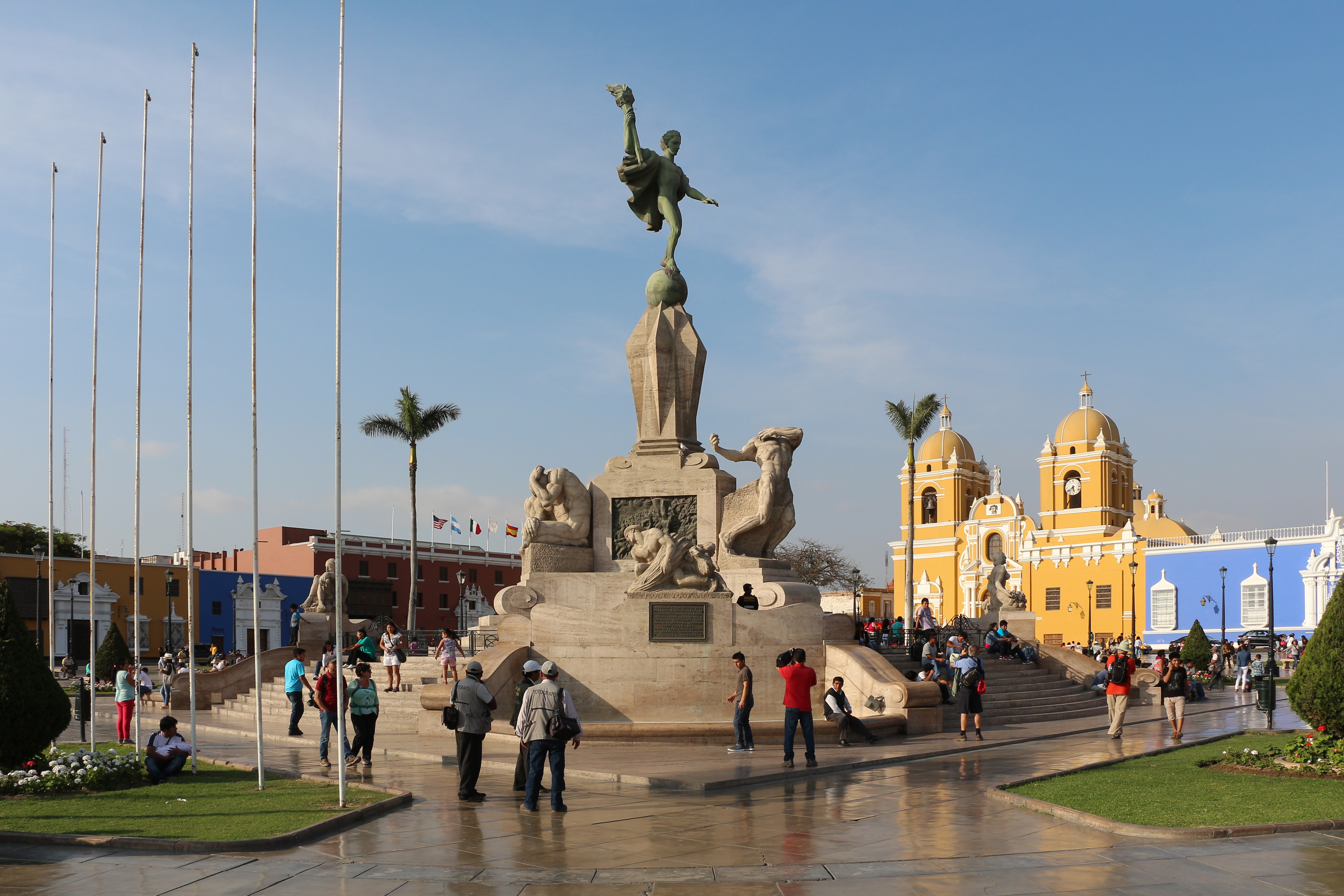
Monumento à Liberdade, escultura de Edmund Moeller na praça principal de Trujillo.

### Período republicano

#### Cidade Sustentável
Em novembro de 2010, Trujillo foi a primeira cidade na América Latina e do Caribe, que foi escolhido pelo Banco Interamericano de Desenvolvimento (BID) para desenvolver o projeto piloto de Trujillo: Cidade Sustentável na plataforma "Cidades  Emergentes e Sustentáveis do Banco Interamericano de Desenvolvimento".

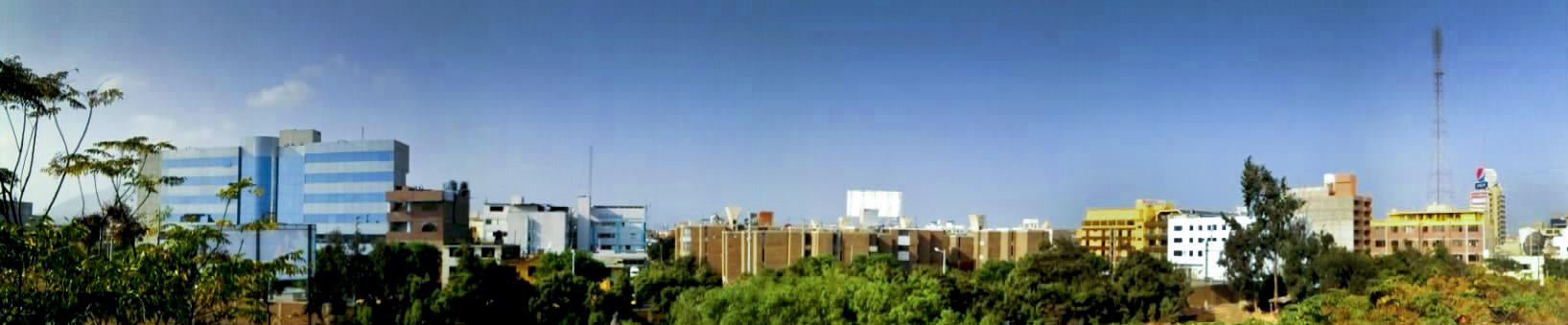
vista panorâmica de Trujillo

## Turismo
Algumas atrações turísticas na cidade de Trujillo.
| Turismo em Trujillo |                                        |                                |                                                                   |
|                     |                                        |                                |                                                                   |
| Chimú               | Huaca del Sol Capital Política mochica | Huanchaco caballitos de totora | Huaca of Dragon                                                   |
|                     |                                        |                                |                                                                   |
| Chan Chan           | Huaca de la Luna                       | Varanda em Trujillo            | Museu Haya de la Torre                                            |
|                     |                                        |                                |                                                                   |
| Caballos de Paso    | Festival de San José                   | Huanchaco Surfing              | Marinera festival da Marinera, é realizada em janeiro de cada ano |

## Economia
Atualmente, a importância da cidade de Trujillo também se reflete na área econômica, uma importância que tem sido capaz de consolidar e manter, com o centro urbano-industrial de grande importância na Região Norte e um dos maiores do Peru.
| Trujillo                                   |
|                                            |
| Vista da cidade de Trujillo a partir do ar |

## Cidades irmãs
- Lima, Peru
- Astana,  Cazaquistão
- Trujillo,  Espanha.[4]
- Barcelona,  Espanha
- Dallas,  Estados Unidos
- Salt Lake City,  Estados Unidos[5]
- Metepec,  México[6]
- Monterrey,  México
- Managua,  Nicarágua
- Asunción,  Paraguai
- Timisoara,  Roménia
- Trujillo,  Venezuela
- Decatur ,  Estados Unidos
- Trujillo,  Honduras